# Solomon Passi

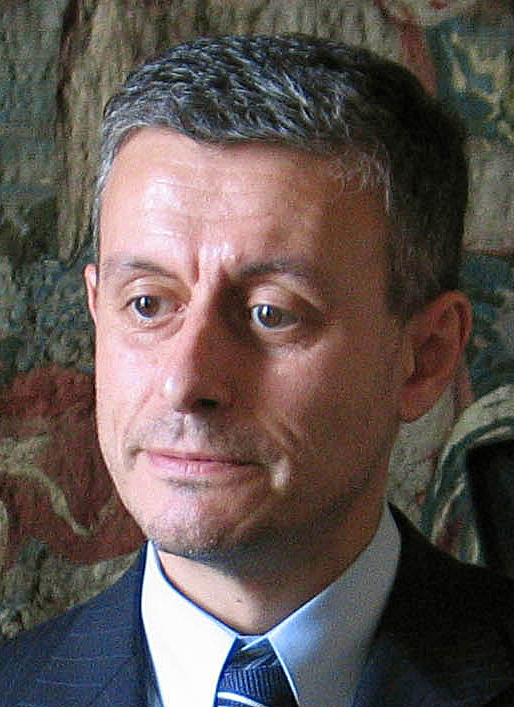
Solomon Pasi

Solomon Issak Passi (bulgarisch Соломон Исак Паси; * 22. Dezember 1956 in Plowdiw) ist ein bulgarischer NDSW-Politiker, ehemaliger bulgarischer Außenminister, sowie Doktor der Mathematik. Weiter ist er seit 8. Juli 2007 spezieller Berater der mazedonischen Regierung von Nikola Gruevski im Bereich der NATO-Integration.

## Leben
Solomon Passi wurde in Plowdiw in der Familie des bekannten bulgarischen Philosophie- und Ethikprofessors Issak Passi geboren. 1979 vollendete er sein Studium der Mathematik an der Universität Sofia. 1985 beendete er seine Promotion im Bereich mathematische Logik und Informatik an der gleichen Universität und bekam den Doktortitel verliehen.
1991 gründete er die Nichtregierungsorganisation Atlantischer Klub, die sich als Ziel einen schnelleren Beitritt Bulgariens in den Euro-Atlantischen Strukturen gesetzt hatte. Zwischen 1992 und 2001 war Solomon Passi Vorsitzender dieser Organisation.
Im Zeitraum von 2001 bis 2005 war Passi Außenminister in der liberalen Regierung von Simeon Sakskoburggotski.
Im August 2005 wurde Solomon Passi zum Vorsitzenden der parlamentarischen Kommission für Auswärtige Politik gewählt. Im selben Jahr erfolgte die Benennung des Passy Peak nach ihm, einem Berg auf der Livingston-Insel in der Antarktis.
Aus seiner ersten Ehe mit Binka Peewa gingen zwei Söhne und eine Tochter hervor. 2007 ließen sich beide scheiden. Am 14. Februar 2009 heiratete Solomon Pasi die Vorsitzende der parlamentarische Kommission für Außenpolitik im bulgarischen Parlament und NDSW-Politikerin und ehemalige Ministerin Gergana Grantscharowa.